# MD Helicopters MD Explorer
MD Helicopters MD Explorer — легкий багатоцільовий вертоліт. Розроблений на початку 1990-х McDonnell Douglas Helicopter Systems, зараз випускається MD Helicopters, Inc. Існувало дві моделі, оригінальна MD 900 і її наступник MD 902.

## Проектування і розробка
У січні 1989 McDonnell Douglas Helicopters офіційно запустила розробку Explorer, який спочатку згадувався як MDX. Explorer став першим вертольотом McDonnell Douglas оснащений системою NOTAR з самого початку. McDonnell Douglas у співпраці Hawker de Havilland Австралія випускали планери. Було побудовано 10 прототипів, сім з яких було використано для наземних тестів. McDonnell Douglas Helicopters стала першим замовником серії двигунів Pratt & Whitney Canada's PW200, з угодою оснастити перші 128 Explorer двома двигунами PW206A. Тим часом, було скасовано плани віддати угоду Turbomeca Arrius. Перший політ Explorer відбувся 18 грудня 1992, машина #2 (N900MD). Сертифікацію від ФУЦА на Explorer було отримано 2 грудня 1994 і незабаром з сертифікацією від об'єднаних авіаційних властей.

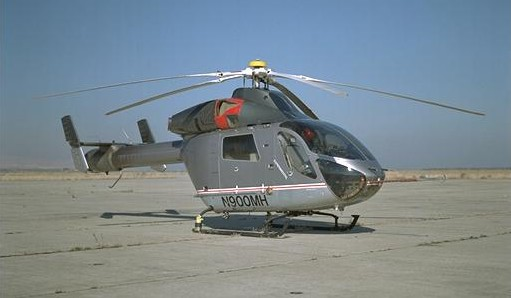
Тестування вертольоту MD 900 (N900MH) по зменшенню шуму

У вересні 1997, було внесено чисельні покращення, в тому числі турбовальні двигуни PW206E з великою потужністю роботи одного двигуна, перероблені повітрозабірники двигуна, покращена конструкція забірника NOTAR і більш потужна система контролю стабілізації. Переваги включають підвищену дальність і витривалість та збільшену максимальну злітну вагу. Через ці покращення Explorer було неофіційно названо MD 902.
У вересні 2000 було представлено Explorer з покращеними турбовальними двигунами PW207E, з покращенням роботи на великій висоті і покращення роботи при відмові одного з двигунів.
Вертоліт MD Explorer оснащено системою NOTAR, з покращеною безпекою, низькими рівнями шуму і продуктивності та покращенням керування. Замість хвостового гвинта використано хвостову балку для відведення вихлопів від гвинта, для керування польотом використано ефект Коанда. Boeing залишає за собою право на технологію NOTAR незважаючи на продаж колишньої лінійки цивільних вертольотів McDonnell Douglas компанії MD Helicopters на початку 1999. Explorer також оснащений вдосконаленим п'ятилопатевим несним гвинтом з композитних матеріалів, а також з вуглепластиковою конструкцією хвоста і фюзеляжу.

## Варіанти
MD 900 Explorer
Перша серійна модель, з двома турбовальними двигунами Pratt & Whitney Canada PW206A (або PW206E або PW207E).
MD 901 Explorer
Цивільна вантажопасажирська версія, з двома турбовальними двигунами Turbomeca Arrius і триопорним шасі. McDonnel Douglas Helicopters анонсували, що цей тип доступний з серійного номера 127. Цей тип не отримав поширення. Не замовлявся.
MD 902
Маркетингова назва покращеної версії з підтвердженням Категорії A і з двома турбовальними двигунами Pratt & Whitney Canada PW206E або PW207E. Покращена версія мала кращу ізоляцію двигуна і змінену інтегровану інструментальну систему відображення. Старші вертольоти (окрім перших семи машин) можуть бути модифіковані до покращеної версії.
MH-90 Enforcer
Озброєна версія берегової оборони США була на озброєнні Helicopter Interdiction Tactical Squadron з 1998 по 2000.
Combat Explorer
Демонстраційний вертоліт представлений у 1995 на паризькому авіашоу.[джерело?]

## Оператори
Бельгія
- Федеральна поліція Бельгії[4]

 Німеччина
- Державна поліція[5]

 Угорщина
- Поліція Угорщини[6]

 Гонконг
- Heliservices[7]

 Люксембург

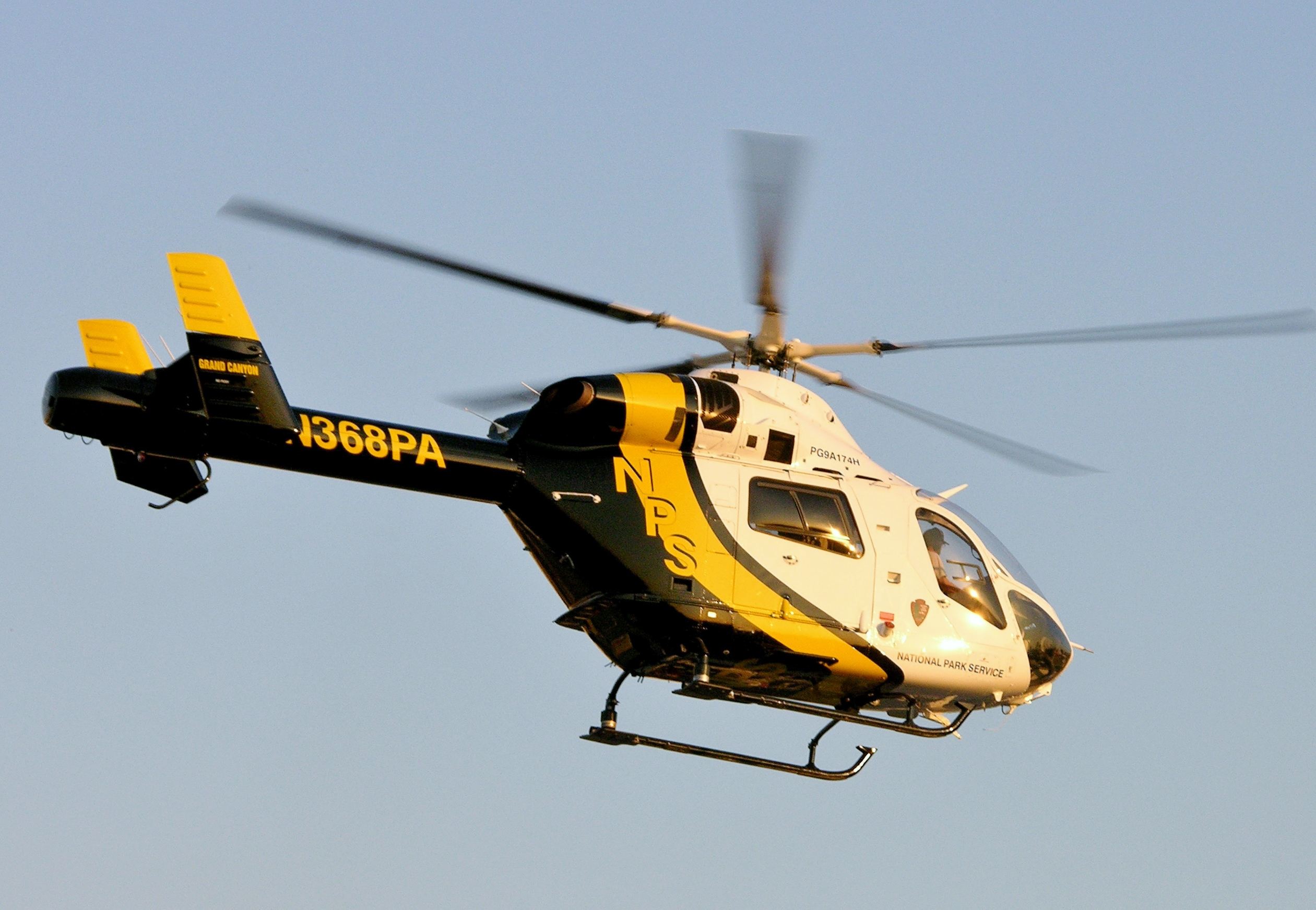
MD 900 який належить службі національних парків, яка базується у національному парку Гранд-Каньйон

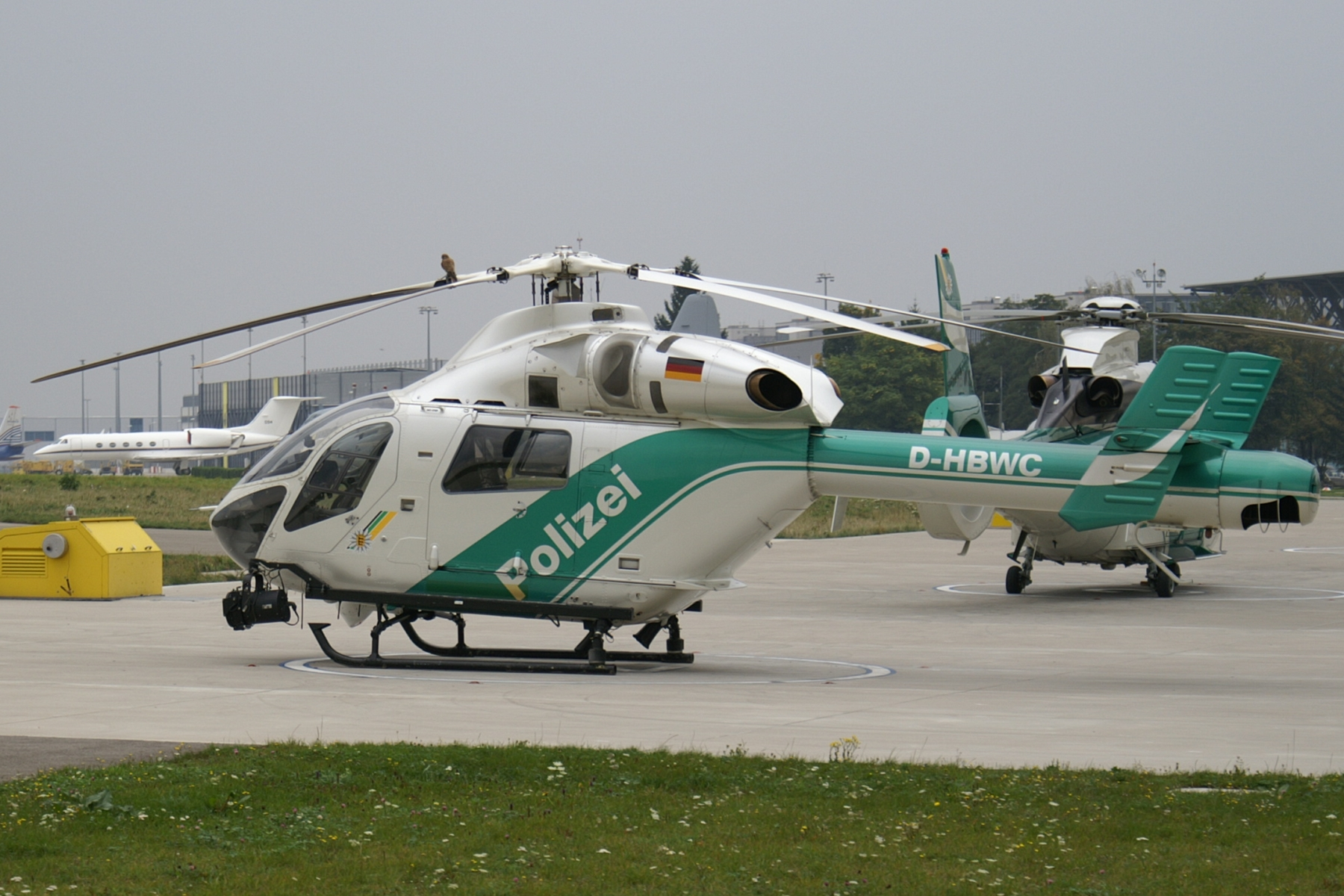
Вертоліт MD 900/902 державної поліції Баден-Вюрттембергу

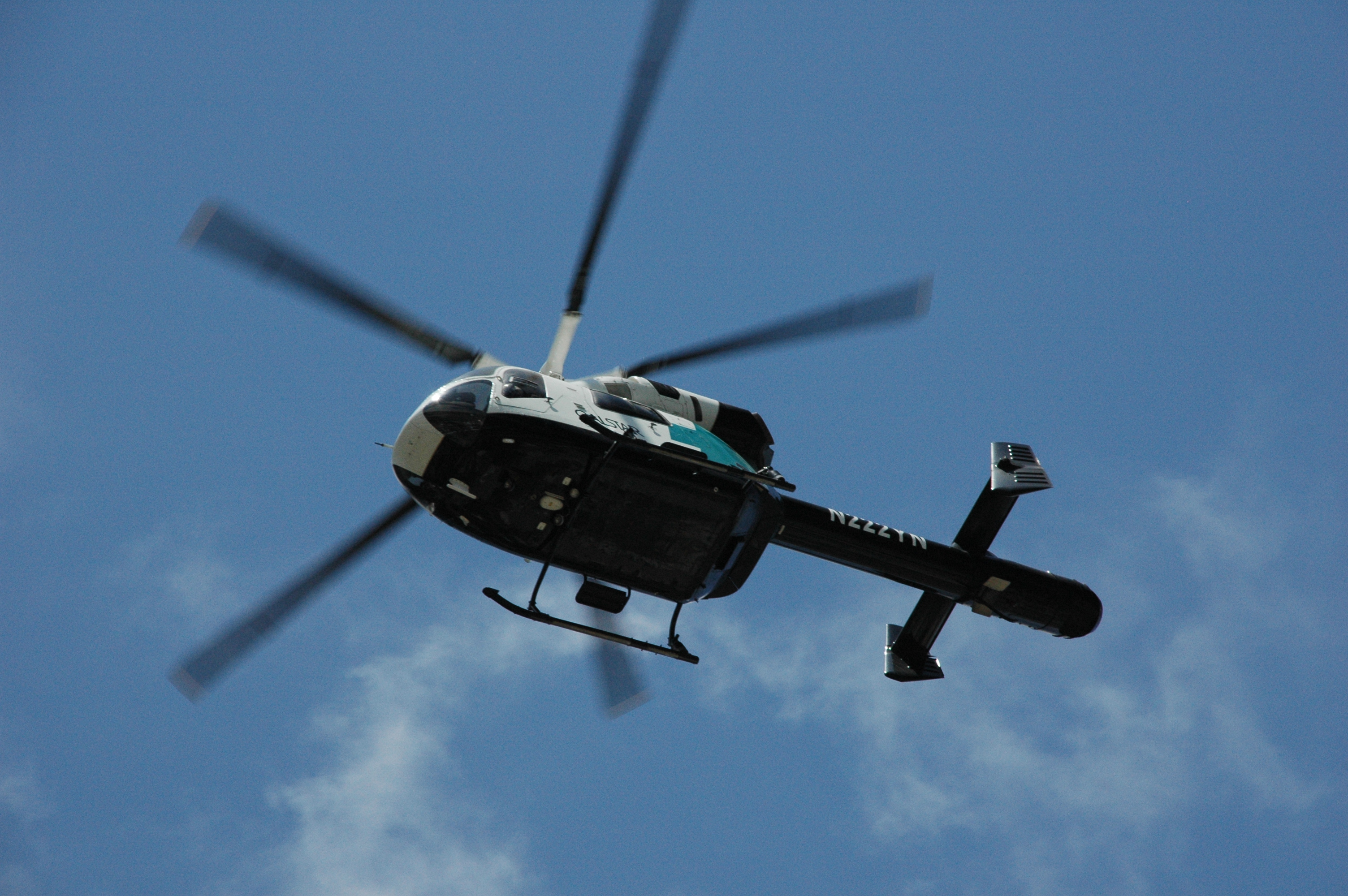
Вертоліт MD Explorer у ролі повітряної медичної допомоги компанією Calstar

- Повітряна швидка допомога Люксембургу[8]
- Поліція Люксембургу[9]

 Мексика
- ВМС Мексики[10]

 Велика Британія
- Повітряна швидка допомога Уессексу[11]
- Поліція Гретаер Манчестеру[12]
- Поліція Гамберсайда[13]
- Повітряна швидка допомога Лондону[14]
- Поліція Південного Йоркширу[15]
- Поліція Західного Йоркширу[16]
- Повітряна швидка допомога Йоркширу[17]
- Повітряна швидка допомога Лінкольншира та Нотінгшира[18]

 США
- Calstar[19]

- Управління боротьби з наркотиками[20]
- Служба національних парків США[21]
- Лікарня університету Міссурі[22]

 Японія
- Повітряна швидка допомога «Лікар-Хелі»[23]

### Колишні оператори
США
- Берегова охорона США[24]

## Льотно-технічні характеристики
Джерело: Jane's All The World's Aircraft 2003–2004
Основні характеристики
- Екіпаж: 1-2
- Пасажиромісткість: 6 пасажирів
- Вантажопідйомність: 1163 кг або 1361 кг на підвісці
- Довжина: 9,85 м
- Висота: 3,66 м
- Діаметр несучого гвинта: 10,31 м

- Площа обертання несучого гвинта: 83,52 м²
- Маса порожнього: 1531 кг
- Нормальна злітна маса: 2835 кг (внутрішнє навантаження), 3129 кг (на підвісці)
- Силова установка: 2 × турбовальний Pratt & Whitney Canada PW206E  550 к.с. ( 410 кВт)

Льотні характеристики
- Максимально допустима швидкість: 259 км/год
- Крейсерська швидкість: 248 км/год над рівнем моря
- Практична дальність: 542 км
- Швидкопідйомність: 5,1 м/с